# پیتر کوک (بازیکن فوتبال اهل انگلستان)
پیتر کوک (انگلیسی: Peter Cook; ۱ فوریهٔ ۱۹۲۷ – ۱۹۶۰ (۳۲−۳۳ سال)) بازیکن فوتبال اهل بریتانیا بود.
از باشگاه‌هایی که در آن بازی کرده‌است می‌توان به باشگاه فوتبال هال سیتی، باشگاه فوتبال کرو آلکساندرا، و باشگاه فوتبال برادفورد سیتی اشاره کرد.